# Tausendschön (Rose)
Die Zuchtrose Tausendschön (auch Thousand Beauties oder Beauty Thousand) wurde 1906 in Deutschland von den Züchtern Schmidt und Kiese eingeführt. Sie geht hervor aus einer Kreuzung der Sorten ‚Daniel Lacombe‘ und ‚Weißer Herumstreicher‘ und gehört zur Gruppe der Multiflora-Rambler.
'Tausendschön' blüht einmalig im Frühling mit mannigfachen Blüten, die Blüten sind pink mit Aufhellungen hin zur Blütenmitte und verblassen im Alter. Die Rose hat keine oder so gut wie keine Stacheln, ein glänzendes Blattgrün, duftet zart moschusartig und kann eine Wuchshöhe von bis zu 5 m erreichen; dazu benötigt sie aber entsprechende Kletterhilfen. Sie ist eingeschränkt winterhart und benötigt in exponierten Lagen Frostschutz.
Es gibt zwei Varianten der Rose:
- ‚Weiße Tausendschön‘ mit weißen Blüten
- ‚Roserie‘ mit durchgehend rosafarbenen Blüten

Verwechslungsgefahr besteht u. a. mit der Sorte ‚Seven Sisters‘.